# 이준식 (1900년)
이준식(李俊植, 1900년 2월 18일 ~ 1966년 4월 5일)은 대한민국의 독립운동가, 군인이다.
만주에서 항일 무장 투쟁을 하고, 대한민국 임시정부와 한국광복군의 간부로 활동하였다. 해방 이후 대한민국 국군으로 한국 전쟁에 참전하였다. 육군 중장으로 예편하였다.

## 생애
1900년 2월 18일 평안남도 순천에서 태어났다. 서울의 휘문중학을 졸업하고 1919년 중국으로 건너가 1921년에 운남성(雲南省)에 있는 강무당(講武堂)군관학교를 졸업하였다.

## 상훈
1954년 태극무공훈장, 1962년 건국훈장 독립장을 수여 받았다.

## 약력
- 1900년 2월 평남 순천 출생
- 1929년 5월 국민부 산하 조선혁명군 총사령관
- 1930년 ~ 1939년 중화민국 국부군 복무
- 1948년 12월 육군사관학교 제8기 특별반
- 1949년 1월 한국군 육군 대령 임관
- 1949년 5월 수도사단장
- 1949년 5월 육군준장
- 1949년 6월 제7사단장
- 1950년 6월 육군사관학교장
- 1950년 7월 제3사단장
- 1950년 10월 제1군단 부군단장
- 1951년 4월 육군본부 전방지휘소장
- 1951년 6월 육군본부 작전참모부장
- 1952년 5월 육군소장
- 1952년 9월 국방부 제1국장
- 1954년 4월 교육총감
- 1954년 7월 제1훈련소장
- 1956년 2월 제5관구사령관
- 1959년 5월 육군중장
- 1959년 5월 예편
- 1966년 4월 타계

## 참고 자료
- 전쟁기념관 「이준식」
- 국가보훈처 독립유공자(공훈록) 「이준식」 보관됨 2018-05-13 - 웨이백 머신
- 두산백과 「이준식」
- 한국민족문화대백과 「이준식」